# Josef Sturm (Politiker, 1885)

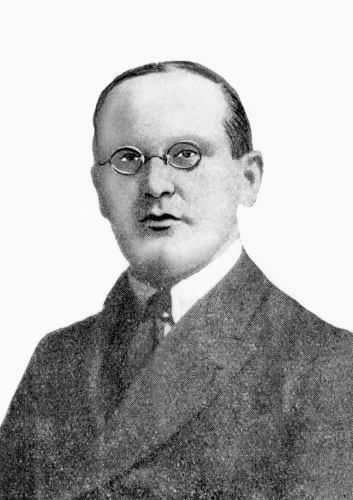
Josef Sturm, vor 1929

Josef Sturm (* 23. Mai 1885 in Reichhub bei Haag; † 14. Mai 1944 in Linz) war ein österreichischer Geistlicher und Politiker (CSP).

## Leben
Josef Sturm wurde am 23. Mai 1885 als Sohn von Michael Sturm, Bauer am Rabengut in Reichhub, und dessen Ehefrau Barbara (geborene Mayr) in Reichhub bei Haag geboren und am 24. Mai 1885 auf den Namen Josef getauft. Nach dem Besuch der Volksschule in Haag trat er in das Gymnasium im Stift Seitenstetten ein, an welchem er im Jahr 1904 seine Matura ablegte. Danach studierte er sowohl Theologie, aber auch Volkswirtschaftslehre, zunächst in St. Pölten, später in Wien und in Berlin. Am 12. Juli 1908 wurde Sturm in St. Pölten schließlich zum Priester geweiht.
Nur einen Monat später, am 1. August 1908, wurde Sturm Kooperator in St. Leonhard am Hornerwald. Bis 1915 war Sturm Aushilfspriester in einigen kleinen Gemeinden, darunter Sallingberg, Heidenreichstein, Kirchberg an der Pielach und  Weißenkirchen an der Perschling. Zuletzt wurde er am 1. April 1915 Benefiziat in Tulln, ein Amt, welches er bis 1919 bekleidete.
Am 5. November 1918 trat erstmals der Landtag Niederösterreich zusammen. Er wählte sieben Verwalter der autonomen Agenden, Vorgänger der heutigen Landesräte. Unter ihnen war auch Josef Sturm, für den es sein erstes politisches Amt war. Ebenfalls im Jahr 1918 war Sturm Gründungsmitglied des Bauernbunds in Niederösterreich, dessen Direktor bzw. Obmann er bis 1933 war. Sein Stellvertreter war der damals noch unbekannte Leopold Figl, später österreichischer Bundeskanzler.
Im Dezember 1920 zog er als christlichsoziales Mitglied in den Bundesrat nach Wien. Der zweiten österreichischen Parlamentskammer gehörte Sturm 12 Jahre lang, bis Juni 1932, an.
Im Mai 1933 wurde Sturm unter Landeshauptmann Josef Reither dessen Stellvertreter. Er war es jedoch nur sieben Monate, bis Dezember 1933. Da er stets gegen den Nationalsozialismus auftrat, wurde sein Haus am 23. Juli 1933 Ziel eines Sprengstoffanschlags von fünf jugendlichen NS-Sympathisanten. Sturm überlebte unverletzt.
Auf Grund eines Beschlusses der österreichischen Bischofskonferenz vom 11. Dezember 1933 mussten alle Geistlichen Anfang 1934 ihre politischen Ämter zurücklegen, unter ihnen auch Josef Sturm. Dieser übernahm daraufhin kurzzeitig die Leitung der Niederösterreichischen Elektrizitätswirtschafts-Aktiengesellschaft, der heutigen EVN. Allerdings musste Sturm auf Order von Michael Memelauer, dem Diözesanbischof der Diözese St. Pölten, diese Funktion nach nur wenigen Tagen zurücklegen.
Von 1934 bis 1938 ging Sturm zwar auch einem zivilen Beruf nach, allerdings als Statistiker für Agrarfragen im heutigen Bundesamt für Statistik.
Nach 1938 widmete sich Josef Sturm ausschließlich der Seelsorge. Zuletzt war er Kaplan in Haidershofen. 1943 war Sturm kurzzeitig Militärseelsorger in der Wehrmacht.
Josef Sturm starb am 14. Mai 1944 in einem Krankenhaus in Linz.

## Quelle
- Die Geschichte von Haag – Hofrat Josef Sturm (1885–1944) (Memento vom 23. Dezember 2010 im Internet Archive)